# Kambala (sous-marin)
Pour les articles homonymes, voir Kambala (homonymie).
Le Kambala (Камбала) était un sous-marin russe, le dernier navire d’une série de trois sous-marins construits entre 1904 et 1906 en Allemagne dans le cadre du projet « E », connu en Russie sous le nom de classe Karp. Ces sous-marins étaient construits d’après les plans de l’ingénieur franco-espagnol Raimundo Lorenzo de Equevilley Montjustín. Le sous-marin a été coupé en deux à la suite d’une collision le 29 mai 1909 avec le cuirassé Rostislav, et a coulé à une profondeur de 56 mètres

## Histoire de la construction
Le troisième sous-marin du type « E » a été mis sur chantier sur ordre du département naval russe en mai 1904 au chantier naval Deutsche Werft AG à Kiel, en Allemagne, sous le numéro de chantier 111. Le 25 juillet 1906, il est inscrit sur la liste des navires de la flotte de la mer Noire sous le nom de Kambala. En mai 1907 commencèrent les essais d'acceptation, menés par une commission présidée par le capitaine de 1er rang M. N. Beklemishev. La commission comprenait également le commandant du sous-marin, le comte P. F. Keller, qui fut nommé en avril. Le navire a été lancé en juin. Les essais ont été terminés en août, et le Kambala est entré en service le 8 septembre 1907, passant à l’étape de formation de son équipage, qui a eu lieu à Kiel. Le 19 septembre, des représentants de la ville allemande d’Eckernförde ont remis aux marins du Kambala un drapeau commémoratif en soie. Le 21 septembre, le sous-marin, revenant en surface d’une sortie d’entraînement en mer, sous la conduite d’un équipage allemand, s’est écrasé sur un vapeur allemand, endommageant l’étrave. Les réparations d’urgence ont duré 10 jours, après quoi le bateau a été intégré à la flotte de la Baltique et s’est déplacé de Kiel à Libau par ses propres moyens.

## Historique du service
Le 22 avril 1908, le sous-marin a été démonté et livré par chemin de fer de Libau à Sébastopol, où il a fait partie de la division sous-marine de la flotte de la mer Noire, qui se composait de cinq sous-marins : deux de construction américaine, les Sudak et Salmon, et trois de construction allemande, les Karp, Karas et Flounder. Le 1er août de la même année, le Kambala était entièrement réassemblé, après quoi il a pris part à des manœuvres navales en été.
Le 29 mai 1909, pendant les exercices de la flotte de la mer Noire, le sous-marin, sous le commandement du lieutenant Mikhaïl Mikhaïlovitch Aquilonov (le commandant du sous-marin, le comte P. F. Keller, était alors en congé de maladie) a effectué un entraînement d’attaque sur l’escadre de la mer Noire revenant de Yevpatoria à l’alignement des phares d’Inkerman dans la région de la baie de Streletskaya. À la suite d’une collision avec le cuirassé Rostislav, le sous-marin a été coupé en deux et a coulé à une profondeur de 56 mètres,. Un certain nombre de sources placent à tort l’épave du Kambala à l’entrée de la baie sud de Sébastopol, c’est-à-dire dans la rade intérieure de Sébastopol, mais le lieu du naufrage du Kambala à l’extérieur de la baie de Sébastopol a été déterminé avec certitude.
Le chef du détachement de navigation sous-marine en mer Noire, le capitaine de 2e rang N. M. Belkin, âgé de 37 ans, fils du contre-amiral M.F. Belkin (1829-1909), l’aspirant D.A. Tuchkov, le concepteur de mines F.I. Salnikov et 17 autres membres d’équipage ont été tués. Seul le lieutenant Aquilonov, qui a été emporté du pont au moment de la collision, a survécu. De plus, lors de l’opération de sauvetage du 30 mai 1909, le plongeur E. Bochkalenko, du transport Berezan, est décédé d’un accident de décompression.

## Enquête et conséquences
La catastrophe la plus grave de l’histoire de la flotte sous-marine russe a fait l’objet d’une enquête approfondie par le département naval de l’Empire russe. À cette fin, une commission du Comité technique maritime a été créée sous la présidence du capitaine de 1er rang M. Beklemishev. Il a été établi qu’en avril 1909, Aquilonov, qui était l’inspecteur du détachement de navigation sous-marine, avait détourné une somme importante, plus de 3000 roubles. Au cours de l’enquête sur la disparition des fonds, Akvilonov a blâmé l’aspirant décédé D. A. Tuchkov, mais il a été reconnu coupable de mensonge et de déshonneur de son grade d’officier. Le 13 juillet 1907, il a été démis de ses fonctions et livré au tribunal pour répondre du naufrage du sous-marin. Dans le document final de l’enquête sur le naufrage du Kambala, signé par le procureur général de la marine N. G. Matveenko, la cause du désastre a été déterminée comme la négligence du lieutenant Aquilonov. Pour celle-ci, Aquilonov a été emprisonné aux arrêts de forteresse pendant six mois, après quoi il est parti pour Irkoutsk.

## Renflouement et funérailles
En juillet-septembre 1909, la proue du sous-marin contenant les corps de 14 sous-mariniers a été renflouée par des plongeurs de l’école de plongée de Cronstadt. Le 11 septembre, douze matelots ont été enterrés dans une fosse commune au cimetière de quarantaine de la ville de Sébastopol, avec tous les honneurs militaires. Les corps des officiers morts ont été honorés dans l'Église Saint-Nicolas de l’Amirauté, puis ils ont été transportés à la gare et renvoyés à leurs proches. Le capitaine de 2e rang N. M. Belkin a été enterré aux côtés de son père dans le village de Vvedenskoye, dans l'oblast de Iaroslavl. L’aspirant D. A. Tuchkov (1886-1909) a été enterré au cimetière de Novodievitchi à Moscou.
En 1910, les plans de renflouement de la poupe du bateau ont été annulés. La proue, qui avait été stockée jusque-là dans l’espoir d’une reconstruction, a été découpée pour récupérer le métal. Les corps des six derniers membres de l’équipage du sous-marin (F. I. Salnikov, K. Solomenny, D. Omelchenko, I. Laikov, T. Paramoshkin et I. Bogatyrev) sont restés à jamais au fond de la mer Noire. En 1912, un monument a été érigé sur la fosse commune de Sébastopol selon le projet du lieutenant G. Dudkin. C’est le kiosque du Kambala, accompagné d’une croix et de la statue d’un ange en deuil.
En 1930, 1950 et 1990, le monument a été restauré par des sous-mariniers et des historiens.
En 2018, la poupe du Kambala a été découverte sur le fond marin à 62 mètres de profondeur près de Sébastopol et inspectée par un véhicule sous-marin téléopéré.

## Commandants
- 12 avril 1907 au 29 mai 1909 : comte Pavel Fiodorovitch Keller
- 3 avril au 29 mai 1909 : Lieutenant Mikhaïl Mikhaïlovitch Aquilonov, par intérim